# 维利·霍尔多夫
维利·霍尔多夫（德語：Willi Holdorf，1940年2月17日—2020年7月5日），德国男子田径运动员。他曾代表德国联队参加1964年夏季奥林匹克运动会田径比赛，获得男子十项全能金牌。